# Enerio del Rosario
Enerio del Rosario (nacido el 16 de octubre de 1985 en El Seibo) es un lanzador dominicano que juega para los Astros de Houston en el béisbol de las Grandes Ligas. Fue firmado en 2005 a la edad de 19 años.
Del Rosario fue añadido al roster de 40 hombres de los Rojos después de la temporada 2009 para protegerlo de la Regla 5. Fue designado para asignación el 13 de septiembre de 2010.
El 16 de septiembre de 2010, Del Rosario fue canjeado a los Astros de Houston por dinero en efectivo y posteriormente añadido al roster de 40 jugadores.